# Estação Préfontaine
A Estação Préfontaine é uma das estações do Metrô de Montreal, situada em Montreal, entre a Estação Frontenac e a Estação Joliette. Faz parte da Linha Verde.
Foi inaugurada em 06 de junho de 1976. Localiza-se na Rua Hochelaga. Atende o distrito de Mercier–Hochelaga-Maisonneuve.